# Leibnitzia lyrata
Leibnitzia lyrata là một loài thực vật có hoa trong họ Cúc. Loài này được (Sch.Bip.) G.L.Nesom mô tả khoa học đầu tiên năm 1995.